# 동굴 이야기
《동굴 이야기》(일본어: 洞窟物語, 영어: Cave Story)는 일본 개발자 아마야 다이스케가 제작한 2004년 프리웨어 액션 어드벤처 비디오 게임이다. 아마야가 혼자서 여가 시간에 5년간 개발해 완성된 작품이다.
동굴 이야기는 인터넷에 처음 배포된 후, 뛰어난 게임성과 스토리로 조금씩 인디 게임으로써 명성을 쌓게 된다. 그 결과, 2010년 Nicalis라는 독립 게임 회사에서 닌텐도의 WiiWare로 이식했고, 이후 3D 버전으로 닌텐도 3DS에 리메이크작을 출시하게 된다.

## 줄거리
동굴 이야기는 어느 동굴에서 깨어난 한 로봇으로부터 이야기가 전개된다. 주인공 로봇은 '닥터'라고 불리는 악당이 '미미가'라는 종족과 '붉은 꽃'이라는 것들을 이용해 세계를 정복하려는 야망을 저지하기 위해 모험을 떠나게 된다.

## 등장 인물

### 주인공과 컬리
한때 악마의 왕관의 파괴를 임무로 섬에 파견된 2인조. 10년전에 섬에서 일어난 사건으로 기억을 잃어버렸다.
주인공
본 게임의 플레이어 캐릭터. 이름은 쿼트. 이름의 유래는 따옴표( ' ' ).

전투용으로 만들어진 무장탐색 로봇이지만, 외관은 인간과 거의 다르지 않다.

이야기의 시작은 기억을 잃었으며, 자신의 이름도 모른다.

그의 출신이나 이름은 진엔딩 경로에 다다를 때, 컬리에 의해 제시 된다.

대사는 거의 없지만 말할 수 없는 것은 아니다.

은신처로 들어갈 때 암호를 말하는 이벤트가 유일하게 말하는 장면인 것으로 보인다.
컬리
풀 네임은 컬리 브레이스. 이름의 유래는 중괄호( { } ).

여성형 무장탐색 로봇. 과거의 기억을 잃었다. 모래 지역에서 미미가를 돌봐준다.

주인공을 미미가를 죽이고 다니는 킬러 로봇으로 오해하고 공격한다.

엔딩 여부에 따라 그녀의 운명이 좌우하는 동시에, 그녀의 존재가 진 엔딩에 크게 관련된다.

### 미미가
동굴에 살고 꽃을 주식으로 하는 종족. 처진 귀에 하얀 털로 덮인 토끼나 개를 닮은 모습을 하고있다. 붉은 꽃을 먹으면 강해지나 이성을 잃는 경우가 허다하다.
토로코
미미가 마을의 주민으로, 아서의 여동생. 이방인 수를 감싸며, 함께 살고 있었다.

수로 오인한 미저리에 의해 납치 당한다. 독특한 사투리가 있는 어조로 말한다.
킹
미미가 마을의 주민. 아서가 죽은 뒤, 넘버 1로 마을을 통솔하고 있다.

규율에 엄격하지만, 어느 정도의 순응성은 있다.

검을 애병으로 사용하며, 사후 쿼트가 쓰게 된다.
잭
아서가 있을 당시에는 넘버 3. 아서 사후에는 넘버 2가 된다.
아서
토로코의 오빠이자, 적귀와 싸운 이야기로 미미가들에게 회자되는 영웅.

마힌
먹는걸 좋아하는 뚱보 미미가. 쿼트가 말을 걸기 전까지는 계속 먹고 있다. 심지어 잡혔을때도…
간파치
낚시를 좋아하는 미미가. 잡혔을때도 기분전환하러 낚시를 하러간다
삼대(산다이메)
미미가마을의 야마시타 농장을 관리하고 있는 미미가. 말을 걸면 붉은 꽃이 위험한 물질이라는 걸 언급한다.
산타
차코
이고르
비룡 알 복도 연구원. 붉은 꽃을 먹고 흉폭화된 상태로, 수를 잡아가는 바람에 쿼트와 싸우게 된다.

### 연구팀
지상에서 섬을 조사하러 찾아온 인간의 일단(一団).
수(스우)
흰색의 미미가지만 원래 정체는 인간.
카즈마
게임 시작때 수에게 메시지를 보내던 인간. 수의 오빠로 좀 어벙해보이지만, 0번 방의 비룡 알 패스워드를 해독하고 부화시킬 정도로 뛰어난 실력자.
부스터 박사
쿼트가 카즈마를 구한 후 등장한 노인 과학자. 수와 카즈마의 할아버지이며 이름대로 부스터 개발자로, 어떻게 하느냐에 따라 부스터 0.8 또는 2.0을 받게 된다.
사카모토 모모린
수와 카즈마의 어머니로, 닥터의 본거지로 가는 로켓을 제작하고 있다.
이토
인간으로 구성된 섬 조사단 중 유일하게 사카모토 가문이 아닌 과학자. 쿼트와 만났을때는 미미가였는데, 수처럼 미저리에게 당해 그렇게 된 것. 로켓의 핵심재료인 컨트롤러를 갖고 있다.

### 기타 섬 주민
젠카
사막 지역에 살고 있는 마녀. 매우 늙은 모습의 일본풍 할머니이다. 미저리와 발록의 어머니. 하지메, 시노부, 카케루, 믹, 네네라는 좀 독특한 개들을 기르고 있다. 그냥 만나면은 반응이 없고 컬리와 보스전을 치른 뒤에 안쪽의 방에서 하지메를 데리고 만나면은 이제야 주인공을 알아보고 반강제로 시노부, 카케루, 믹, 네네를 찾아오는 미션이 주어진다. 이 4마리 개들은 각각 자기가 좋아하는 장소에 흩어져있다.
가마타니 데쯔조우(총 장인)
최초의 동굴의 끝자락의 오두막에서 살고 있는 인간이다. '슈퓨르'를 만들고 있었지만 본인이 자고 있는 사이에 주인공이 미완성판인 '폴라 스타'를 가져가 버린다. 이후, 주인공이 폴라 스타를 가지고 돌아오면 본인의 총을 몰래 가져간 것에 대해 화를 내나 미완성인 총을 한계까지 사용해 준 것에 감탄해 슈퓨르로 만들어준다.
크툴루
섬에 살고 있는 원주민. 인간과 똑같이 생긴 것 같지만 겉에 초록색 로브를 두르고 있다. 풀숲지대에서 많이 볼 수 있으며 말을 걸면 유용한 팁을 알려준다.
마르코
차바
미궁의 상점에서 장사를 하는 가우디. 주인공이 말을 걸면은 마침 도둑이 들어 팔 것이 하나도 없다고 한다. 이 때 폴라스타와 파이어볼을 가진 상태라면 선택지를 거쳐 스네이크를 만들어주고, 머신건을 가지고 있다면 터보차지를 건내주고, 슈퓨르를 가진 상태라면 변덕스러운 별을 준다.
닥터 게로 / 너스 하스미
지상의 병사
리틀 아버님

### 적 세력
닥터
본명은 다테 후유히코. 섬으로 온 인간 조사단의 건강상태 확인을 하는 자였지만, 그 당시 미미가 섬을 조사하고 있었던지 왕관에 대해 알게 되고, 그것을 씀으로써 4대 왕이 된다.
의사로서의 실력만이 아닌 과학자로서의 실력도 갖추고 있는데, 쿼트와 컬리의 공격으로 망가진 코어를 회수해서 수리한다던가, 붉은 꽃의 폭주성분을 제외한 순수성분을 응축한 붉은 결정을 만들기도 한다.
결국 쿼트와의 싸움에서 힘이 폭주한 끝에 신체가 붕괴하고, 남은 찌꺼기가 수와 미저리를 괴물로 만들고, 회수한 코어와 융합해 2차전을 치르지만 결국 완전히 사망한다.
미저리
젠카의 딸이자 악마의 왕관 제작자.
발록
미저리의 동생. 생긴 것 때문에 토스터냐 TV냐 말이 많지만은 제작자 본인에 의하면은 비누라고 한다. 수를 잡으려 미저리와 함께 창고 문을 부수며 첫 등장한다. 미저리가 토로코를 수로 오해해 발록에게 뒤처리를 부탁하며 납치해 가는데 왜 본인은 늘상 뒤처리만 하냐며 불평을 내뱉다가 주인공에게 보스전을 제안한다.
몬스터 X
적귀
보로스
젠카의 동생으로, 보통 인간에게 없는 마력을 사용하여 사람들을 돕거나 이끌어서 국왕보다 더한 지지를 받았다. 그러나 국왕이 보로스를 고문하여 마력이 폭주해 왕국은 잿더미가 된다.
그리고 젠카에 의해 공중에 떠 있는 섬에 유폐되고 나중에 쿼트와 컬리에 의해 사망한다.

## 세계관
본작의 배경은 통칭 섬이다. 정식 명칭은 작중에 제시되지 않는다.
이 섬은 지상 멀리 상공에 떠 있으며, 그것은 섬에 있는 코어의 능력에 의한 것이다.

### 용어
붉은 꽃
일명 악마의 꽃. 잠재 능력을 끌어내는 물질과 이성을 파괴하는 물질이 포함되어 있다.
연구팀
섬을 조사하기 위해 지상에서 찾아온 집단.
악마의 왕관
미저리가 보로스에게 만들게한 왕관. 악마의 관이라고도 한다. 한 개의 눈(단안, 単眼)이 있다. 미저리는 이 왕관에 의해 저주를 받았다.
섬의 전투
주인공이 깨어나기 약 10년 전 섬에서 일어난 전투.
붉은 결정
닥터가 붉은 꽃에서 이성을 파괴하는 물질을 빼내고 응축시킨 결정. 인간에게 사용 가능. 닥터가 자신에게 사용한다.

## 게임 내용

### 무기
폴라스타
게임 내에서 얻을 수 있는 최초의 무기. 총 장인의 오두막에 들어가서 입수할 수 있다. 후에 컬리 브레이스의 머신건과 교환하거나, 챠바에게 파이어볼과 조합해 스네이크로 만들거나, 다시 총 장인에게 돌려줘 슈푸르로 업그레이드 할 수 있다.
미사일
게임을 정상적으로 진행한다면 두 번째로 얻을 수 있는 무기. 부화장복도 중간에 있는 방에 들어가면 얻을 수 있다. 1레벨 때는 미사일 하나, 2레벨 때는 큰 미사일 하나가 날아가며, 3레벨 때는 미사일 3개가 날아간다. 후에 해피엔딩을 보기 위한 성역의 보스를 깰 때 매우 유용하게 쓰이는 무기.
파이어 볼
풀잎마을에서 얻을 수 있는 세 번째 무기. 레벨마다 데미지가 달라지는 건 기본이고 작동하면 땅에 일정거리를 데굴데굴 굴러서 맞는 적에게 피해를 입힌다. 나중에 챠바에게 폴라스타랑 조합해 스네이크로 만들 수 있다. 스네이크로 만든 후에는 다시 분리 할 수 없다.
버블건
풀숲마을에서 해파리즙을 얻은 후 미미가 마을 회의장의 난로에서 사용하면 얻을 수 있다. 1랩과 2랩에는 그냥 비누방울 나가듯이 나가나 3랩이 되면 무수히 많은 비누방울이 생성되어 시간이 지나면 이동하려는 방향으로 날아간다 최대 탄창은 100 충전속도는 빠르다.
머신건
사막지역에서 컬리에게 폴라스타랑 교환할 수 있다. 특징은 장탄수가 100발인데 쏘고 알아서 놔두면 총알이 채워진다. 나중에 미궁의 챠바한테 터보차지를 얻어서 총알 장전속도를 빠르게 할 수 있다. 3레벨 때는 플레이어의 밑을 보고 쏘면 위로 계속 날아 갈 수 있다.
블레이드
광폭화 토로코를 잡고 쓰러진 킹에게 받을 수 있다. 칼을 던지는 무기인데, 1레벨때는 작은 칼이 나가며, 2레벨 때는 조금 큰 칼이 나가고 데미지가 세진다. 그런데 3레벨 때면 말이 달라진다. 사용하면 플레이어가 보고 있는 방향으로 킹의 환영이 나타나며 주위에 광역 데미지를 입히는데, 킹의 환영이 몬스터에게 부딛힐 경우 부딛힌 자리에서 추가 광역 데미지를 준다.
나중에 리틀 가족에게서 네메시스로 교환가능하다.
슈푸르
폴라스타를 후반부까지 아껴 놓았다면 처음 리스폰 지역인 총장인의 오두막에 가서 슈푸르로 바꿀 수 있다. 공격 키를 한번 누르면 그냥 폴라스타가 날아가지만, 꾹 누르면 경험치가 채워지면서 레벨마다 레이저가 나간다.
3레벨을 꽉 채워서 썼을 때 강한 데미지를 준다.
슈퍼 미사일
풀잎마을에서 얻은 미사일의 강화 단계이다. 날아가는 속도도 빠르고, 데미지가 강하다. '큰 돌로 막힌 방'에서 발록을 물리치고 얻을 수 있다.
스네이크
말그대로 뱀 + 파이어볼, 벽을 뚫고 지나간다. 나중에 성역을 깨는 시간에 따라 엔딩이 달라지는데, 이 무기의 유무가 엔딩의 시간단축을 결정짓는다.
네메시스
동굴이야기에서 유일하게 레벨과 데미지가 역향하는 무기. 레벨 1 때는 높은 데미지와 사거리로 성역 돌파에 탁월한 성능을 발휘하지만, 암즈를 한 개만 먹어도 레벨이 오르는데, 레벨 3 때는 병아리가 나오며 데미지 1의 매우 작은 데미지를 준다. 묘지에서 리틀 가족 아버지를 구출하여 성의 외벽에 그의 집으로 보내주면 칼이 멋지다고 자기 총과 교환하자 한다. 블레이드를 주면 이 무기를 준다.

### 단계
첫번째 동굴
게임의 시작점.
미미가 마을
첫번째 동굴에서 나오면 등장하는 미미가가 사는 마을.

## 평가
| 평가 |                                                                    |
| --- | ------------------------------------------------------------------ |
| 통합 점수 통합사 점수 메타크리틱 WII: 89/100 [ 1 ] 3DS ( 3D ): 82/100 [ 2 ] PC ( + ): 82/100 [ 3 ] 3DS: 93/100 [ 4 ] NS: 88/100 [ 5 ] 평론 점수 평론사 점수 1UP.com WII: A [ 6 ] 3DS: B+ [ 7 ] 디스트럭토이드 WII: 9.5/10 [ 8 ] 3DS: 8.5/10 [ 9 ] 에지 WII: 8/10 [ 10 ] 유로게이머 WII: 9/10 [ 11 ] 3DS: 8/10 [ 12 ] 패미츠 3DS: 30/40 [ 13 ] 게임 인포머 WII: 8.75/10 [ 14 ] 3DS: 8.00/10 [ 15 ] IGN WII: 8.5/10 [ 16 ] 3DS: 8.5/10 [ 17 ] |                                                                    |
| 통합 점수 |                                                                    |
| 통합사 | 점수                                                               |
| 메타크리틱 | WII: 89/100 3DS (3D): 82/100 PC (+): 82/100 3DS: 93/100 NS: 88/100 |
| 평론 점수 |                                                                    |
| 평론사 | 점수                                                               |
| 1UP.com | WII: A 3DS: B+                                                     |
| 디스트럭토이드 | WII: 9.5/10 3DS: 8.5/10                                            |
| 에지 | WII: 8/10                                                          |
| 유로게이머 | WII: 9/10 3DS: 8/10                                                |
| 패미츠 | 3DS: 30/40                                                         |
| 게임 인포머 | WII: 8.75/10 3DS: 8.00/10                                          |
| IGN | WII: 8.5/10 3DS: 8.5/10                                            |